# Teoria das molduras relacionais
Teoria das molduras relacionais ou Teoria dos quadros relacionais (do inglês, Relational frame theory, RFT) é uma teoria do campo da Psicologia sobre a linguagem humana, cognição e comportamento. Foi proposta originalmente por Steven C. Hayes como uma abordagem pós-Skinneriana da linguagem e cognição humana e tem sido ampliada até hoje por outros pesquisadores, notadamente Dermot Barnes-Holmes e colegas da Universidade de Ghent.
A teoria das molduras relacionais propõe que as unidades de construção da linguagem humana e da cognição podem ser compreendidas por meio de relações entre estímulos. Ela amplia a noção de equivalência de estímulos de Sidman, propondo que as relações que estabelecemos entre estímulos podem ser, além de equivalentes ou iguais, de oposição, diferença, oposição, comparação e hierarquia.
Centenas de estudos exploraram diversos aspectos testáveis e suas implicações.